# Rudy Ricci
Rudolph J. „Rudy“ Ricci (* 14. Februar 1940 in McKeesport, Pennsylvania; † 8. März 2012 in Clairton, Pennsylvania) war ein US-amerikanischer Filmregisseur, Schauspieler und Drehbuchautor.

## Leben
Rudolph „Rudy“ Ricci besuchte die Clairton High School und studierte Schauspiel an der Pittsburgh Playhouse Theater-Schule. Später besuchte er noch die University of Pittsburgh, wo er für das Schreiben von Gedichten und Kurzgeschichten mehrere Auszeichnungen vom Atlantic Monthly erhielt.
Mitte der 1960er Jahre traf er George A. Romero und Russell Streiner, die ihn 1968 als Zombie für Die Nacht der lebenden Toten casteten. 1971 schrieb er für Romeros Komödien-Drama There’s Always Vanilla das Drehbuch.
1976 gab er sein Debüt als Regisseur und drehte die Filmadaption seiner Kurzgeschichte The Booby Hatch, bei der er nebenbei auch die Hauptrolle als Marcello Fettucini übernahm. 1978 stand er zum zweiten und letzten Mal für Romero, in Dawn of the Dead als Motorradfahrer gemeinsam mit Tom Savini vor der Kamera. 1984 wurde seine Kurzgeschichte The Return of the Living Dead von Dan O’Bannon verfilmt.
Am 8. März 2012 stürzte er in seinem Apartment in Clairton und starb im Krankenhaus an seinen Verletzungen.

## Filmografie
als Drehbuchautor
- There’s Always Vanilla (1971)
- The Booby Hatch (1976)
- Verdammt, die Zombies kommen (The Return of the Living Dead, 1984, Storylieferant mit John Russo und Russell Streiner)

als Schauspieler
- 1968: Die Nacht der lebenden Toten
- 1976: The Booby Hatch (auch Regie)
- 1978: Zombie